# Rosengarten (Landkreis Harburg)
Rosengarten (niederdeutsch Roosengoorn) ist eine südlich von Hamburg gelegene Einheitsgemeinde im Landkreis Harburg in Niedersachsen (Deutschland).

## Geografie

### Geografische Lage
Die Gemeinde Rosengarten, die im Norden an Hamburg grenzt, befindet sich nördlich von Buchholz und etwa im Zentrum der Harburger Berge. Namensgeber der Gemeinde ist der nordwestlich von Langenrehm gelegene Forst Rosengarten.

### Nachbargemeinden
Rosengarten grenzt an folgende Nachbarkommunen (im Uhrzeigersinn, beginnend im Norden): Freie und Hansestadt Hamburg (eigenes Bundesland), Seevetal, Harmstorf, Bendestorf, Jesteburg, Buchholz in der Nordheide und Neu Wulmstorf (alle Landkreis Harburg in Niedersachsen).

### Gemeindegliederung
Gliederung nach chronistischen Zusammenhängen:
- Dörfer am Dethweg
  - Tötensen mit Ortsteil Westerhof
  - Leversen mit den Ortsteilen Neu-Leversen und Sieversen

- Walddörfer am Kiekeberg
  - Ehestorf mit Alvesen
  - Vahrendorf
  - Sottorf

- sowie
  - Eckel mit Ortsteilen Neu-Eckel und Eickstüve
  - Emsen mit Ortsteil Langenrehm
  - Iddensen mit Ortsteil  Hinteln
  - Klecken  mit Ortsteilen Hainbuch und Am Walde
  - Nenndorf

Die kommunale Verwaltung befindet sich in Nenndorf.

## Eingemeindungen
Am 1. Juli 1972 wurden die Gemeinden Eckel, Ehestorf, Emsen, Iddensen, Klecken, Leversen, Nenndorf, Sottorf, Tötensen und Vahrendorf zur Einheitsgemeinde Nenndorf zusammengeschlossen.
(→ Siehe auch: Gebietsreform im Raum Harburg)
Am 18. Juli 1973 wurde der Name der Gemeinde Nenndorf amtlich in Rosengarten geändert.

## Bevölkerung
Die Arbeitslosenquote beträgt in Rosengarten etwa drei Prozent. Mit Stand von 2011 sind von den 12.871 Bewohnern 2290 Bewohner unter 18 Jahre und 2720 Bewohner über 65 Jahre alt. Mehr als 97 % der Rosengartener sind deutsche Staatsangehörige. Einen Migrationshintergrund haben 8,6 % der Bewohner. In der Gemeinde leben mehr Frauen (51 %) als Männer (49 %).

## Religion
In der Gemeinde Rosengarten sind die evangelisch-lutherischen Christen den Kirchengemeinden Klecken/Nenndorf und in Vahrendorf zugeordnet.
Die Erlöserkirche Vahrendorf gehört zum Kirchenkreis Hamburg-Ost (Sprengel Hamburg und Lübeck) der Evangelisch-Lutherischen Kirche in Norddeutschland, die anderen Gemeinden zum Kirchenkreis Hittfeld (Sprengel Lüneburg) der Evangelisch-lutherischen Landeskirche Hannovers.
Die nächsten katholischen Kirchen sind in Buchholz in der Nordheide und in Seevetal. Circa 48 % sind evangelisch, circa 6 % katholisch und 46 % sind konfessionslos oder gehören einer anderen Religion an.

## Politik
Rosengarten gehört zum Landtagswahlkreis 51 Seevetal und zum Bundestagswahlkreis 36 Harburg.

### Rat
Der Rat der Gemeinde Rosengarten besteht aus 30 Ratsfrauen und Ratsherren. Dies ist die festgelegte Anzahl für eine Gemeinde mit einer Einwohnerzahl zwischen 12.001 und 15.000 Einwohnern. Die 30 Ratsmitglieder werden durch eine Kommunalwahl für jeweils fünf Jahre gewählt. Die aktuelle Amtszeit begann am 1. November 2016 und endet am 31. Oktober 2021.
Stimmberechtigt im Rat der Gemeinde ist außerdem der hauptamtliche Bürgermeister.
Die vergangenen Gemeindewahlen ergaben folgende Sitzverteilungen:
| Wahljahr | CDU | SPD | Grüne | UWR * | AfD | FDP | Linke | AWR * | Gesamt   |
| -------- | --- | --- | ----- | ----- | --- | --- | ----- | ----- | -------- |
| 2021     | 11  | 7   | 6     | 3     | 1   | 1   | 1     | –     | 30 Sitze |
| 2016     | 9   | 9   | 4     | 2     | 2   | 1   | 1     | 2     | 30 Sitze |

(Stand: Kommunalwahl 2021)

### Bürgermeister
Hauptamtlicher Bürgermeister der Gemeinde Rosengarten ist Dirk Seidler (parteilos). Bei der Bürgermeisterwahl am 25. Mai 2014 wurde er mit 74,6 % der Stimmen gewählt. Sein Gegenkandidat Thies Ockelmann erhielt 25,4 %. Die Wahlbeteiligung lag bei 57,9 %. Seidler trat sein Amt am 1. November 2014 an und löste den bisherigen Amtsinhaber Dietmar Stadie (SPD) ab, der nicht mehr kandidierte.
2021 wurde Seidler mit 54,9 Prozent der Stimmen erneut zum Bürgermeister gewählt.

### Wappen
Das von Rolf Sander entworfene Kommunalwappen wurde am 18. Oktober 1977 vom Oberkreisdirektor des Landkreises Harburg genehmigt.
| Wappen von Rosengarten | Blasonierung: „In Gold ein springendes schwarzes Ross, darunter eine rote Rose mit grünen Kelchblättern und goldenem Butzen, im Schildfuß ein grüner Eichenzweig mit zehn Blättern.“                                                    |
| Wappen von Rosengarten | Wappenbegründung: Die Rose steht redend für den Ortsnamen. Das Pferd symbolisiert die Zugehörigkeit zu Niedersachsen und der Eichenzweig erinnert an die zehn ehemaligen Gemeinden, die sich am 1. Juli 1972 zusammengeschlossen haben. |

### Wappen der Ortsteile

Eckel
Ehestorf
Emsen
Klecken
Leversen
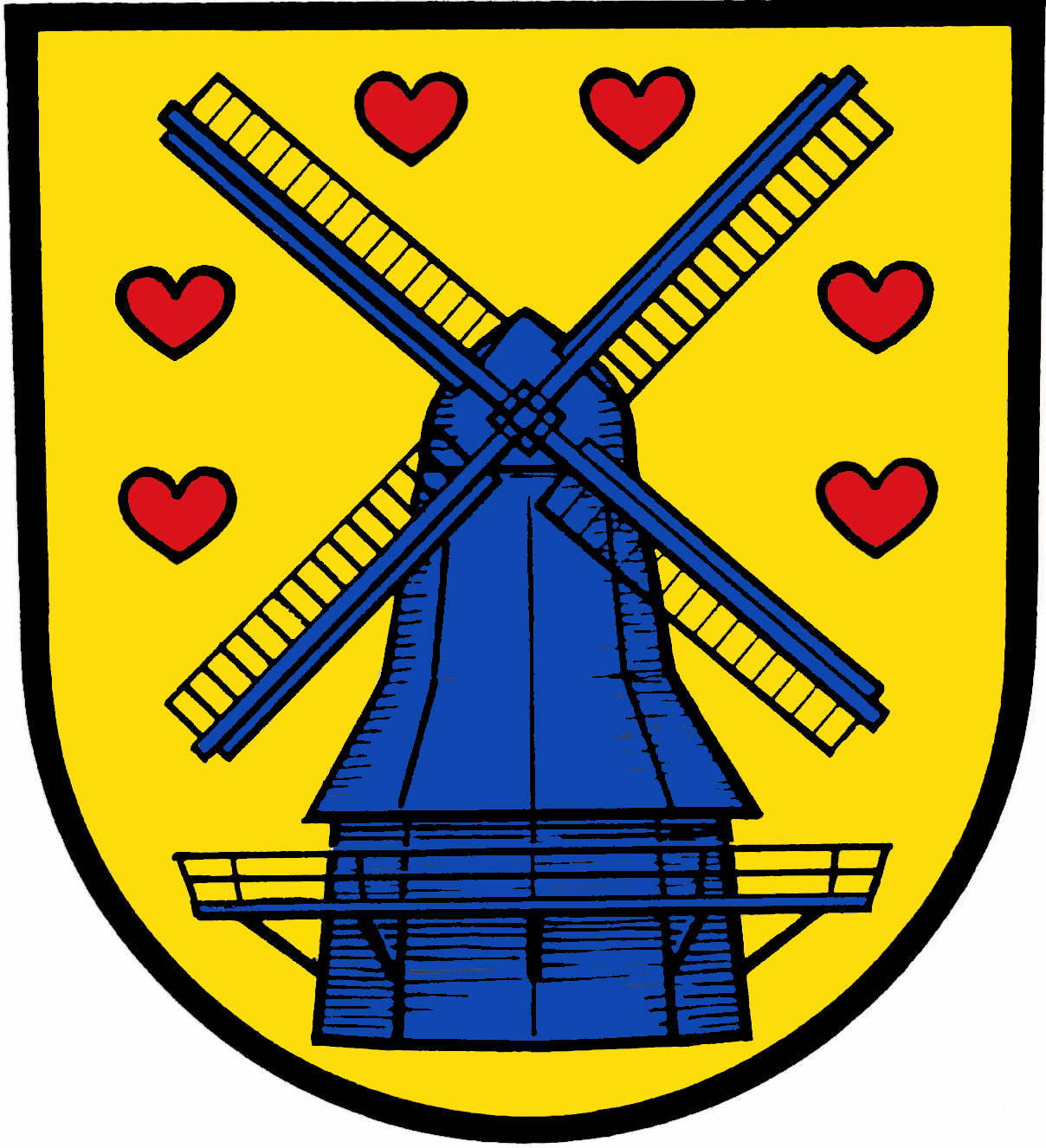
Iddensen
Nenndorf
Sottorf
Tötensen
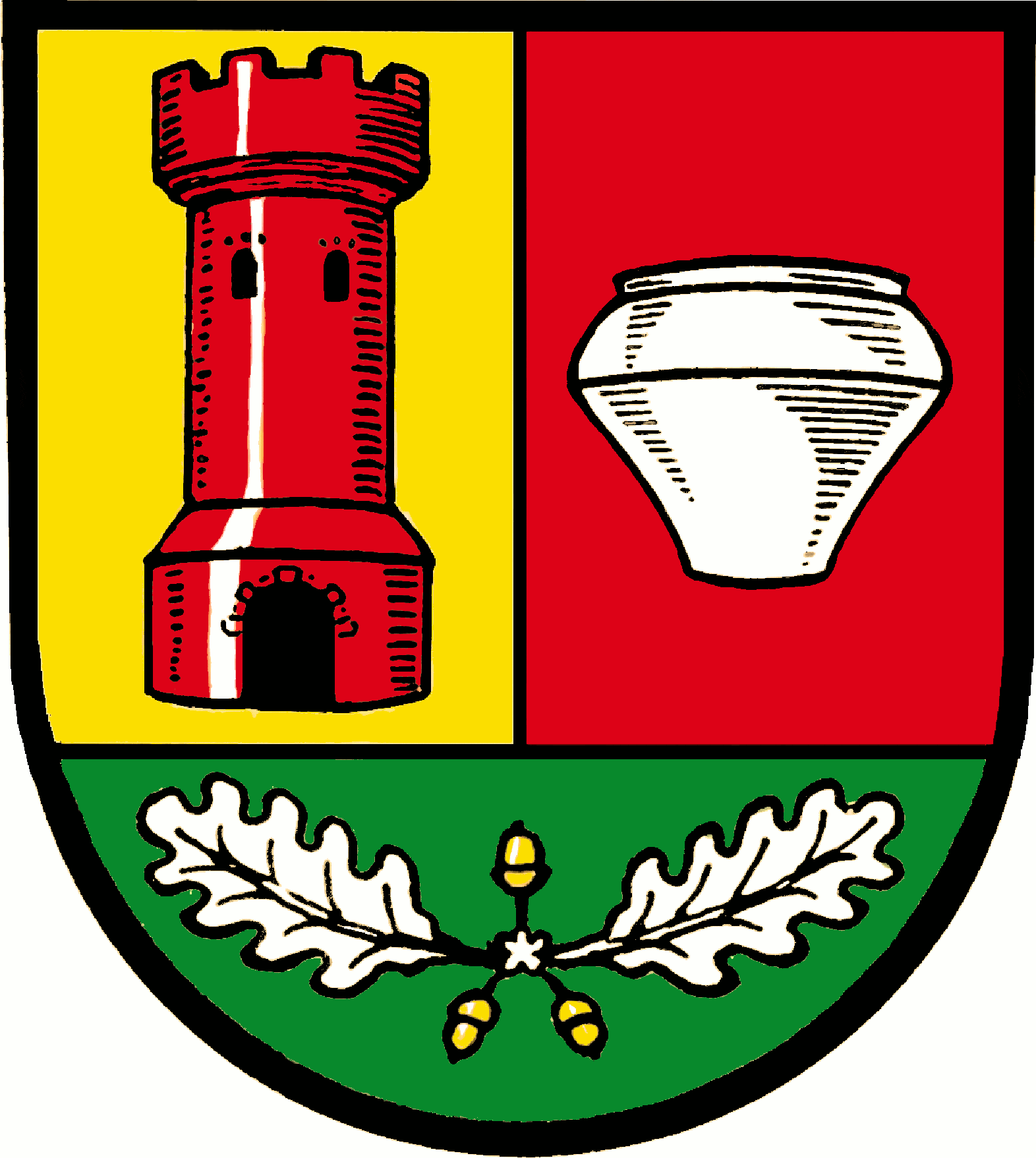
Vahrendorf

### Flagge
|  | 00Hissflagge: „Die Flagge ist grün-gelb geteilt mit dem Wappen in der Mitte.“ |

### Siegel
|  | 00Gemeindesiegel: „Das Dienstsiegel enthält das Wappen und die Umschrift GEMEINDE ROSENGARTEN · LANDKREIS HARBURG.“ |

## Kultur und Sehenswürdigkeiten
Die Gemeinde Rosengarten ist zur Förderung des kulturellen Angebots Mitglied im Regionalpark Rosengarten.
Mehrere Forstgrenzen im heutigen Regionalpark Rosengarten wurden etwa ab dem 14. Jahrhundert mit Grenzsteinen markiert. Von den ursprünglich ca. 246 Steinen sind heute 176 bekannt. Sie stehen heute als Kulturdenkmale (Bau- und Kunstdenkmale: Kleindenkmale) unter Denkmalschutz. Zehn dieser Steine, von denen seit Ende Juli 2018 noch acht vorhanden sind, werden zugleich als Naturdenkmale im Landkreis Harburg geführt: ND WL 00012–00021; Ende Juli 2018 wurde die Entwendung von ND WL 00017 bemerkt.

### Museen
- Das Freilichtmuseum am Kiekeberg ist ein kulturgeschichtliches Museum.
- Die Museumsstellmacherei Langenrehm vermittelt das traditionelle Handwerk des Stellmachers.

### Wildpark
- Der Wildpark Schwarze Berge mit ca. 100 Tierarten und etwa 1000 Tieren

### Archäologie
- Das etwa 5200 Jahre alte, 48 Meter lange und 6 Meter breite Hünengrab im Kleckerwald an der Bendestorfer Straße zwischen Klecken und Buchholz[21]

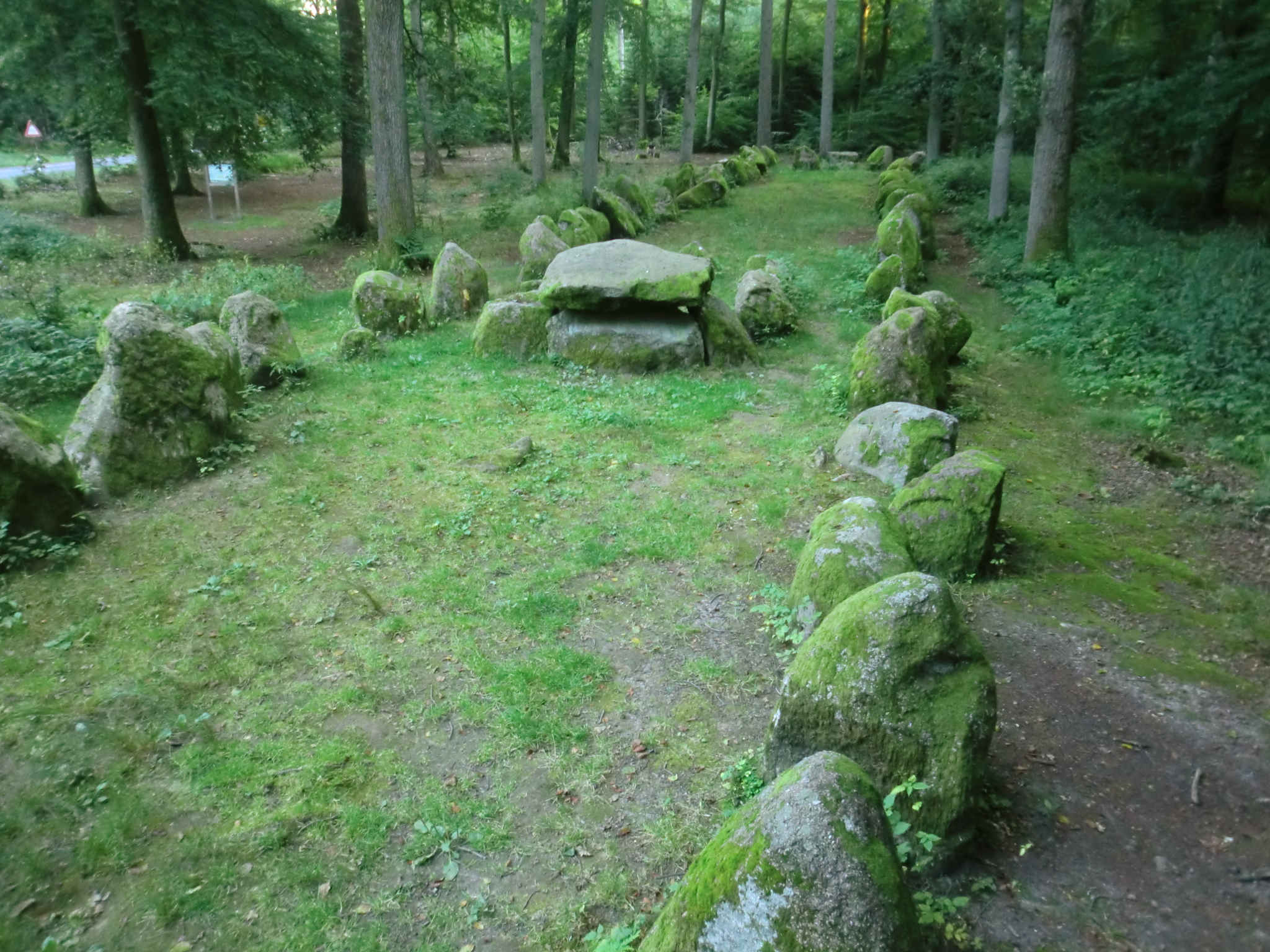
Großsteingrab im Kleckerwald, nahe Bendestorf
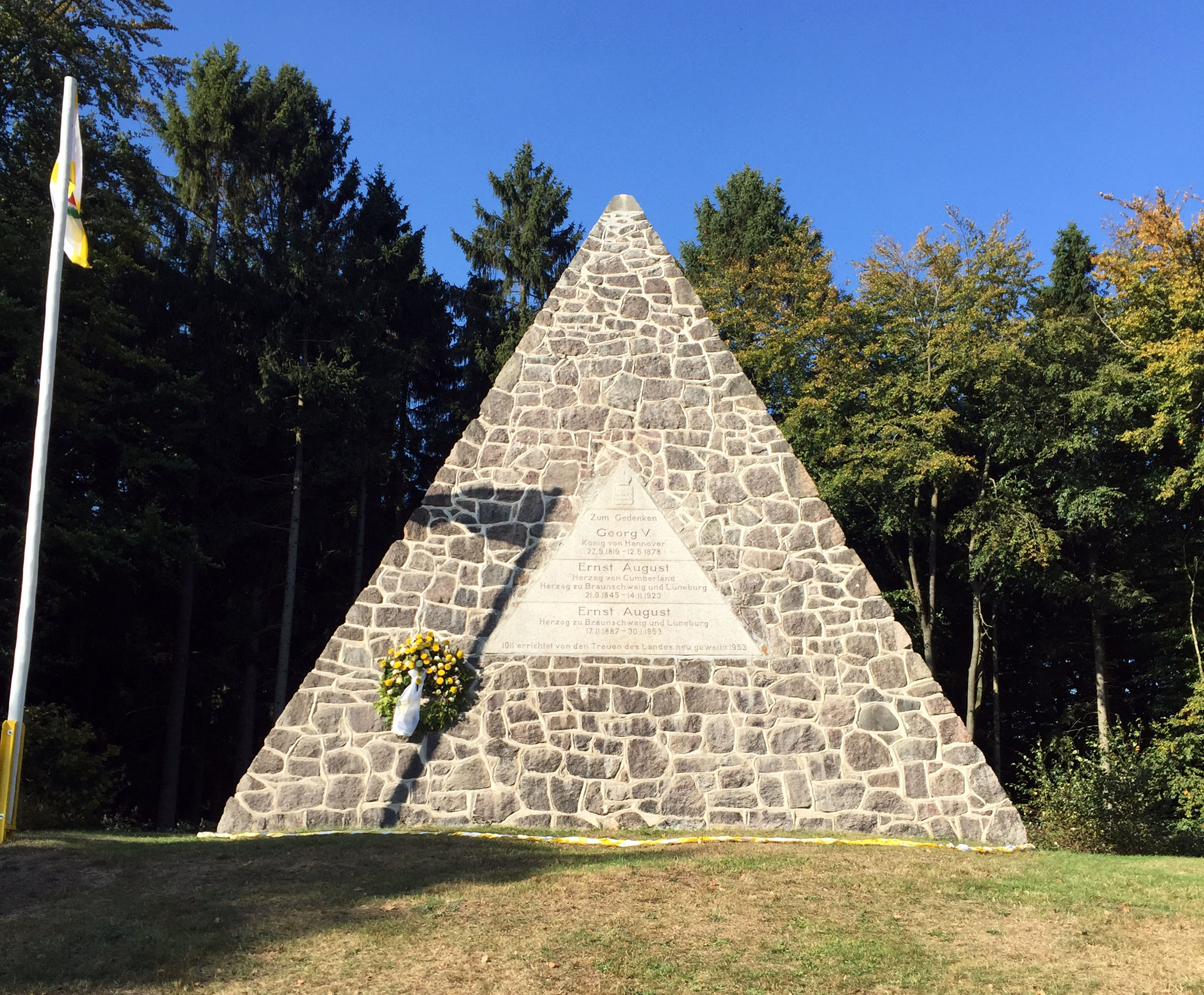
Fürstendenkmal Langenrehm (1911)
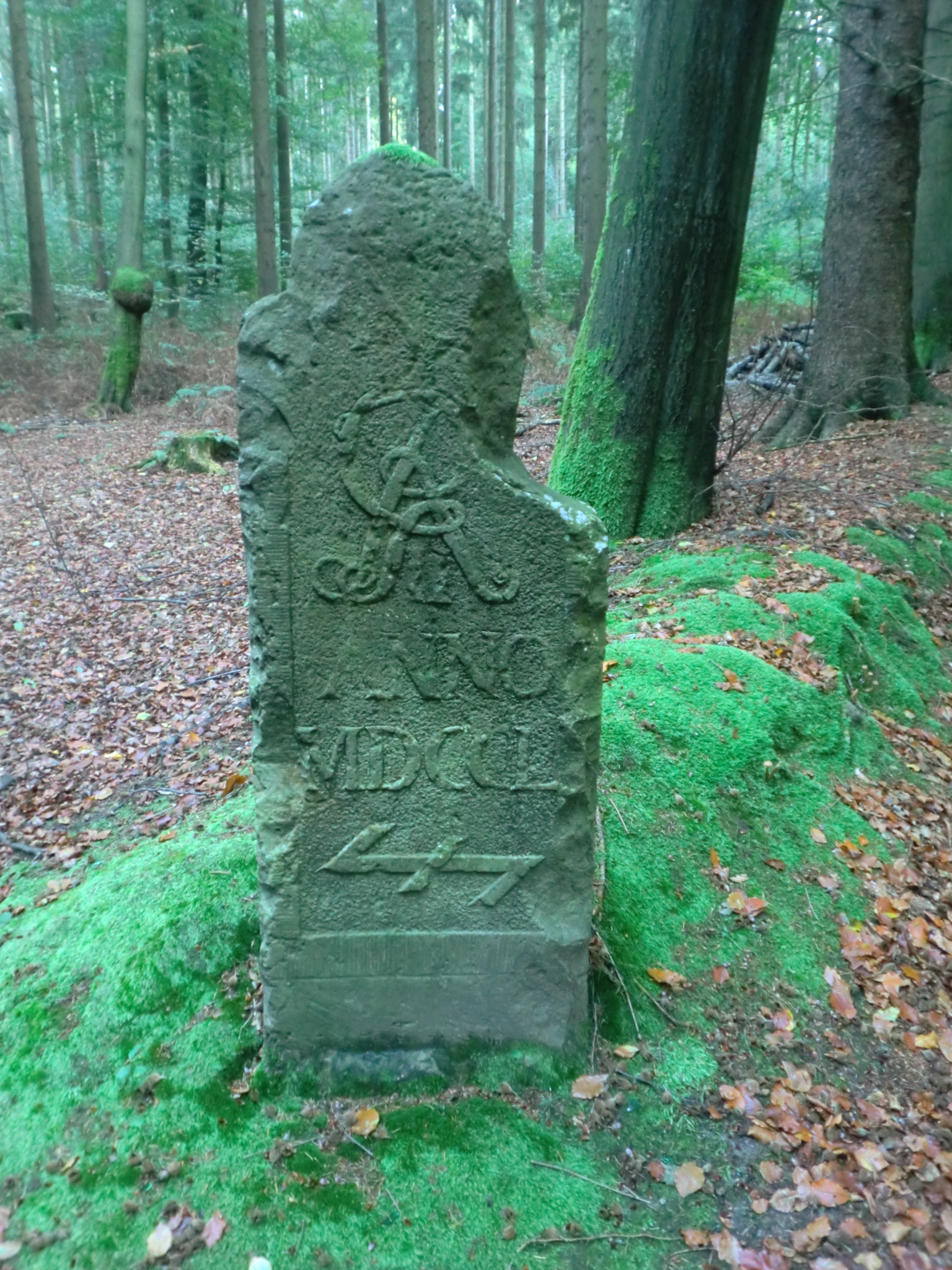
Sieverser Stein (Nr. 1 von 65), Forstgrenze von 1750
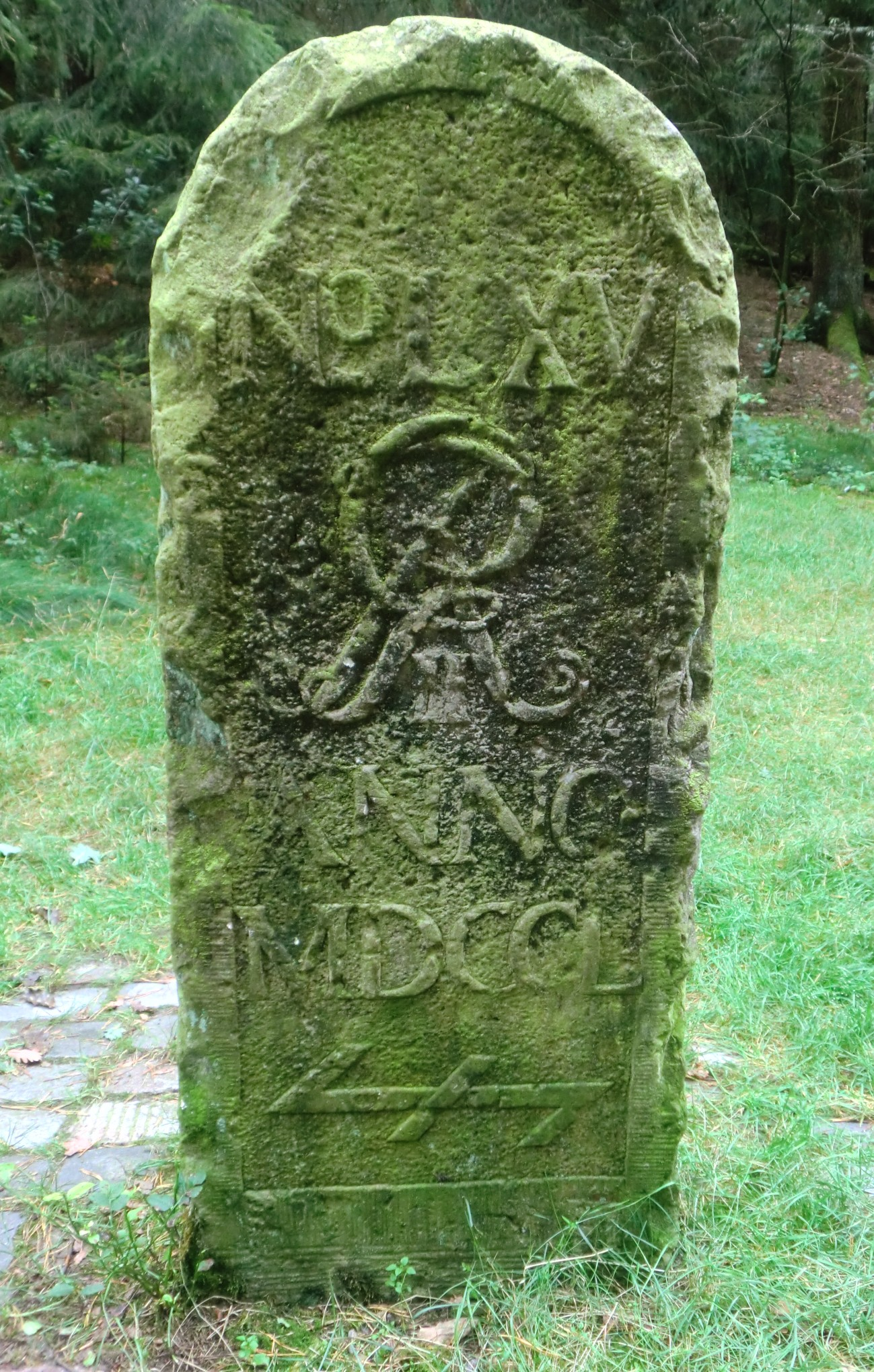
Moisburger Stein (Nr. 65 von 65), Forstgrenze von 1750

### Sport
- Die HL Buchholz 08-Rosengarten spielte 2010/11, 2015/16 und seit der Saison 2020 in der Frauen-Handball-Bundesliga
- TuS Nenndorf, Union Eckel, Tennisclub Emsen, SC Klecken, Tennis-Club Kleckerwald, TC Rosengarten, Turnerschaft Westerhof, Turnverein Vahrendorf
- Der FC Rosengarten, als zusammengelegte Fußballabteilung, wurde 2012 aus den Vereinen SC Klecken, TV Vahrendorf und Turnerschaft Westerhof gegründet, die jedoch weiterhin als einzelne Vereine existieren
- Diverse Schützen- und Reitvereine

### Natur
Im Gemeindegebiet Rosengartens befinden sich einige besondere Naherholungsgebiete und Naturschutzgebiete (NSG):
- Harburger Berge
- Buchenwälder im Rosengarten (NSG und FFH-Gebiet)
- Rosengarten – Kiekeberg – Stuvenwald (Landschaftsschutzgebiet (LSG))

In näherer Umgebung liegen zusätzlich die Natur- und Landschaftsschutzgebiete
- Fischbeker Heide (NSG und FFH-Gebiet)
- Fischbeker Heide (LSG)
- Moorgürtel (NSG und EU-Vogelschutzgebiet)

## Wirtschaft und Infrastruktur

### Verkehr
Der Ort Tötensen ist per Autobahn an Hamburg angebunden. Die A 261 führt an Tötensen vorbei und verbindet die A 7 und die A 1 verkehrsentlastend miteinander südöstlich von Hamburg. Durch den Ort Ehestorf führt der Radfernweg Hamburg–Bremen; der 2012 eingeweihte Fernwanderweg „Heidschnuckenweg“ führt von Hamburg-Fischbek durch Rosengartener Forst und Lüneburger Heide nach Celle.
Die Ortschaften Klecken und Eckel haben mit dem Haltepunkt Klecken eine Anbindung der Bahnstrecke Wanne-Eickel–Hamburg. Die Linie RB 41 des Metronom hält dort stündlich. an Die Fahrt vom Bahnhof Klecken zum Hamburger Hauptbahnhof dauert ca. 20 Minuten. Der Haltepunkt Klecken liegt innerhalb des HVV im Großbereich.

### Medien

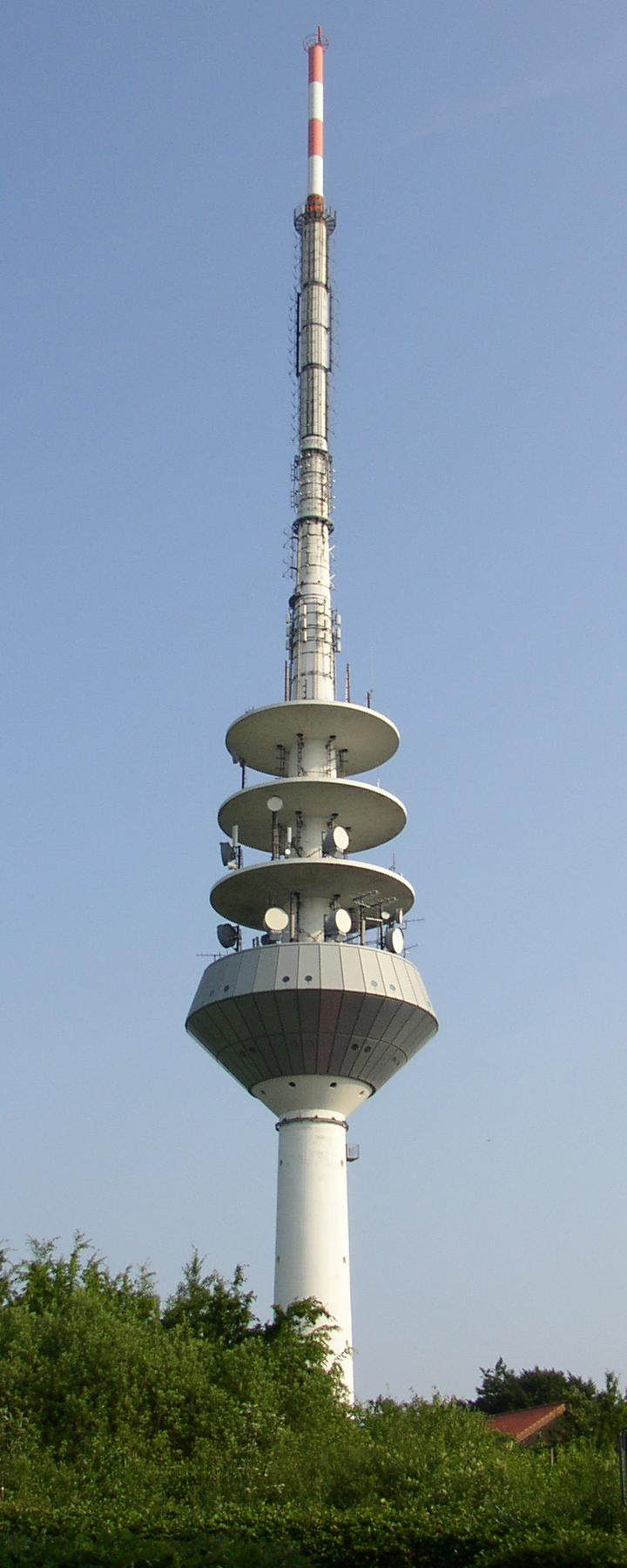
Fernmeldeturm in Langenrehm

Auf dem Gannaberg in Langenrehm ragt das höchste Gebäude der Gemeinde auf: der Fernmeldeturm Rosengarten, der von T-Systems betrieben wird. Abgestrahlt werden die öffentlich-rechtlichen DVB-T-Bouquets sowie die Rundfunkprogramme NDR 1 Niedersachsen (103,2 MHz/20 kW), Radio ffn (100,6 MHz/20 kW), Hit-Radio Antenne (105,1 MHz/20 kW) und N-Joy (91,4 MHz/0,3 kW). Aufgrund der Höhe des Senders hat dieser eine sehr große Reichweite.
Auf dem Gelände betreibt Kabel Deutschland eine Kabelkopfstelle mit Empfangsantennen für UKW-Rundfunk, DVB-T und Satellitenfernsehen. Versorgt werden von diesem Standort die Kabelnetze der niedersächsischen Städte und Gemeinden südlich von Hamburg.

### Energie
Östlich des Ortsteils Nenndorf befindet sich bei den Koordinaten 53° 22′ 35″ N, 9° 54′ 13″ O ein 110-kV-Schaltwerk der Deutschen Bahn AG. Es ist neben dem Bahnstromschaltwerk Neckarwestheim und dem Bahnstromschaltwerk Nitzahn die einzige Schaltanlage der Deutschen Bahn AG, die sich nicht auf dem Areal eines Kraftwerks oder in der Nähe einer Bahnlinie befindet.

## Persönlichkeiten
- Dieter Bohlen (* 1954), Musiker, Produzent und Songwriter, hat seinen Wohnsitz („Villa Rosengarten“[22]) im Gemeindeteil Tötensen
- Gerhard Klußmeier (* 1939), Jazzhistoriker, Karl-May-Forscher, Buchautor, wohnhaft in Rosengarten
- Jürgen Rosenthal (* 1949), in Rosengarten geborener Schlagzeuger, Mitglied der Bands Scorpions und Eloy
- Lars Cohrs (* 1967), Radio- und Fernsehmoderator in der ARD, überwiegend bei NDR 1 Niedersachsen, stammt aus dem Ortsteil Klecken
- Claas Relotius (* 1985), deutscher Journalist, Spiegel, stammt aus Tötensen